# Michael de Larrabeiti
Michael de Larrabeiti [læɹɐˈbiːti] (* 18. August 1934 in Lambeth, London; † 18. April 2008 in Oxford) war ein britischer Schriftsteller und Journalist.

## Leben
Michael de Larrabeiti war als, eines von fünf Kindern der Sohn einer irischen Mutter und eines baskischen Vaters. Er verließ die Schule mit 16 und arbeitete als Bibliothekar. Ab 1952 nahm er Unterricht am Battersea Polytechnic. Seinen Lebensunterhalt verdiente er als Fremdenführer, Kameramann, Englischlehrer in Casablanca, Fotograf und Filmvorführer. Am Trinity College in Dublin studierte er schließlich von 1961 bis 1965 die Fächer Englisch und Französisch; dabei bekam er ein Stipendium an der École normale supérieure in Paris, wo er von 1965 bis 1966 lebte. Das folgende Studium am Keble College in Oxford beendete er nicht. Neben seiner literarischen Tätigkeit war er als freier Autor für Medien im Film- und Reisejournalismus tätig.
Zu seinen bekanntesten Werken zählt die Borribles-Trilogie, eine zur Zeit ihres Erscheinens kontrovers aufgenommene Jugendromanserie über fabelartige Wesen, die ein Leben am Rande der modernen Gesellschaft führen. Die Serie wurde ins Deutsche, Französische, Italienische, Spanische, Japanische und Schwedische übersetzt.

## Borribles
- The Borribles (1976, deutsch Auf zur Großen Rumbeljagd!)
- The Borribles Go for Broke (1981, deutsch Im Labyrinth der Wendels)
- The Borribles: Across the Dark Metropolis (1986, deutsch Die Schleppnetzfahndung)
- Die Borribles. Die Trilogie in einem Band, aktuelle deutsche Ausgabe ISBN 3-608-93787-0

## Andere Werke
- The Redwater Raid (1972), als Nathan Lestrange
- A Rose Beyond the Thames (1978)
- The Bunce (1980)
- Full Marks (1981)
- Jeeno, Heloise and Igamor, the Long, Long Horse (1983)
- The Hollywood Takes (1983), dt. Die Mexico-Connection, 1998 ISBN 3-502-51656-1
- Journal of a Sad Hermaphrodite (1992)
- Foxes’ Oven (2002)
- French Leave (2002)
- Princess Diana’s Revenge (2006)
- Spots of Time: A Memoir (2007)